# أليكس وايت (سياسي)
أليكس وايت (بالإنجليزية: Alex White)‏ هو سياسي أيرلندي، ولد في 3 ديسمبر 1958 في جمهورية أيرلندا. حزبياً، نشط في حزب العمال (جمهورية أيرلندا). وقد انتخب Minister for the Environment, Climate and Communications ‏ (11 يوليو 2014 – 6 مايو 2016) وانتخب عضو مجلس الشيوخ من أيرلندا عن دائرة اللائحة الثقافية والإعلامية ‏ وقد انضم خلال فترته النيابية ‏ (24 يوليو 2007 – 25 فبراير 2011)  للكتلة البرلمانية حزب العمال (جمهورية أيرلندا) وفي الانتخابات العمومية الأيرلندية 2011 ‏، انتخب نائب دييل عن دائرة Dublin South (Dáil constituency) ‏ وقد انضم خلال فترته النيابية ‏ (9 مارس 2011 – 3 فبراير 2016)  للكتلة البرلمانية حزب العمال (جمهورية أيرلندا).

## وصلات خارجية
- الموقع الرسمي